# Rupprechtseck
Rupprechtseck är en bergstopp i Österrike.   Den ligger i distriktet Murau och förbundslandet Steiermark, i den centrala delen av landet, 210 km sydväst om huvudstaden Wien. Toppen på Rupprechtseck är 2 591 meter över havet, eller 543 meter över den omgivande terrängen. Bredden vid basen är 16,7 km.
Terrängen runt Rupprechtseck är bergig åt nordost, men åt sydväst är den kuperad. Runt Rupprechtseck är det ganska glesbefolkat, med 22 invånare per kvadratkilometer.. Närmaste större samhälle är Tamsweg, 18,4 km sydväst om Rupprechtseck. 
I omgivningarna runt Rupprechtseck växer i huvudsak blandskog.